# Bebelno (gromada)
Bebelno – dawna gromada, czyli najmniejsza jednostka podziału terytorialnego Polskiej Rzeczypospolitej Ludowej w latach 1954–1972.
Gromady, z gromadzkimi radami narodowymi (GRN) jako organami władzy najniższego stopnia na wsi, funkcjonowały od reformy reorganizującej administrację wiejską przeprowadzonej jesienią 1954 do momentu ich zniesienia z dniem 1 stycznia 1973, tym samym wypierając organizację gminną w latach 1954–1972.
Gromadę Bebelno z siedzibą GRN w Bebelnie (obecnie są to dwie wsie: Bebelno-Wieś i Bebelno-Kolonia) utworzono – jako jedną z 8759 gromad na obszarze Polski – w powiecie włoszczowskim w woj. kieleckim, na mocy uchwały nr 13l/54 WRN w Kielcach z dnia 29 września 1954. W skład jednostki weszły obszary dotychczasowych gromad Bebelno wieś, Bebelno kolonia, Krasów, Krzepin, Ludwinów, Skociszewy i Sulików ze zniesionej gminy Radków w tymże powiecie. Dla gromady ustalono 23 członków gromadzkiej rady narodowej.
1 stycznia 1959 z gromady Bebelno wyłączono wsie Krasów i Sulików włączając je do gromady Radków w tymże powiecie.
Gromadę zniesiono 1 stycznia 1969, a jej obszar włączono do gromad Konieczno (wsie Bebelno, Bebelno Kolonia i Ludwinów) i Radków (wsie Krzepin i Skociszewy).